# Championnats d'Europe de badminton par équipes 2020
Navigation
Kazan 2018 2024
L'édition 2020 des Championnats d'Europe de badminton par équipes se tient à Liévin en France du 11 au 16 février 2020.

## Médaillés
| Épreuve           | Or       | Argent    | Bronze        |
| ----------------- | -------- | --------- | ------------- |
| Épreuve masculine | Danemark | Pays-Bas  | France Russie |
| Épreuve féminine  | Danemark | Allemagne | France Écosse |

## Compétition masculine

### Équipes participantes et groupes
34 équipes participent à la compétition masculine et sont réparties en six groupes de quatre et deux groupes de cinq, après tirage au sort.
| Groupe 1                                | Groupe 2                           | Groupe 3                        | Groupe 4                        | Groupe 5                               | Groupe 6                               | Groupe 7                                   | Groupe 8                               |
| --------------------------------------- | ---------------------------------- | ------------------------------- | ------------------------------- | -------------------------------------- | -------------------------------------- | ------------------------------------------ | -------------------------------------- |
| Danemark Pays de Galles Lettonie Suisse | Angleterre Estonie Groenland Suède | France Hongrie Turquie Belgique | Russie Autriche Irlande Pologne | Allemagne Tchéquie Azerbaïdjan Islande | Pays-Bas Slovaquie Luxembourg Lituanie | Finlande Slovénie Portugal Norvège Ukraine | Espagne Bulgarie Italie Israël Croatie |

### Phase de groupe
Pour chaque groupe, l'équipe classée à la première place est qualifiée pour les quarts de finale.
| Classement du groupe 1 |                |        |   |   |   |    |    |      |
|                        | Équipe         | Points | J | G | P | MP | MC | Diff |
| 1                      | Danemark       | 3      | 3 | 3 | 0 | 15 | 0  | +15  |
| 2                      | Suisse         | 2      | 3 | 2 | 1 | 10 | 5  | +5   |
| 3                      | Pays de Galles | 1      | 3 | 1 | 2 | 4  | 11 | -7   |
| 4                      | Lettonie       | 0      | 3 | 0 | 3 | 1  | 14 | -13  |

| 11 février | Danemark       | 5 | 0 | Pays de Galles |
| 11 février | Lettonie       | 0 | 5 | Suisse         |
| 12 février | Danemark       | 5 | 0 | Lettonie       |
| 12 février | Pays de Galles | 0 | 5 | Suisse         |
| 13 février | Danemark       | 5 | 0 | Suisse         |
| 13 février | Pays de Galles | 4 | 1 | Lettonie       |

| Classement du groupe 2 |            |        |   |   |   |    |    |      |
|                        | Équipe     | Points | J | G | P | MP | MC | Diff |
| 1                      | Angleterre | 3      | 3 | 3 | 0 | 13 | 2  | +11  |
| 2                      | Suède      | 2      | 3 | 2 | 1 | 9  | 6  | +3   |
| 3                      | Estonie    | 1      | 3 | 1 | 2 | 8  | 7  | +1   |
| 4                      | Groenland  | 0      | 3 | 0 | 3 | 0  | 15 | -15  |

| 11 février | Groenland  | 0 | 5 | Suède     |
| 11 février | Angleterre | 4 | 1 | Estonie   |
| 12 février | Angleterre | 5 | 0 | Groenland |
| 12 février | Estonie    | 2 | 3 | Suède     |
| 13 février | Angleterre | 4 | 1 | Suède     |
| 13 février | Estonie    | 5 | 0 | Groenland |

| Classement du groupe 3 |          |        |   |   |   |    |    |      |
|                        | Équipe   | Points | J | G | P | MP | MC | Diff |
| 1                      | France   | 3      | 3 | 3 | 0 | 15 | 0  | +15  |
| 2                      | Belgique | 2      | 3 | 2 | 1 | 9  | 6  | +3   |
| 3                      | Turquie  | 1      | 3 | 1 | 2 | 5  | 10 | -5   |
| 4                      | Hongrie  | 0      | 3 | 0 | 3 | 1  | 14 | -13  |

| 11 février | Turquie | 1 | 4 | Belgique |
| 11 février | France  | 5 | 0 | Hongrie  |
| 12 février | France  | 5 | 0 | Turquie  |
| 12 février | Hongrie | 0 | 5 | Belgique |
| 13 février | France  | 5 | 0 | Belgique |
| 13 février | Hongrie | 1 | 4 | Turquie  |

| Classement du groupe 4 |          |        |   |   |   |    |    |      |
|                        | Équipe   | Points | J | G | P | MP | MC | Diff |
| 1                      | Russie   | 3      | 3 | 3 | 0 | 14 | 1  | +13  |
| 2                      | Autriche | 2      | 3 | 2 | 1 | 6  | 9  | -3   |
| 3                      | Irlande  | 1      | 3 | 1 | 2 | 6  | 9  | -3   |
| 4                      | Pologne  | 0      | 3 | 0 | 3 | 4  | 11 | -7   |

| 11 février | Irlande  | 4 | 1 | Pologne  |
| 11 février | Russie   | 5 | 0 | Autriche |
| 12 février | Autriche | 3 | 2 | Pologne  |
| 12 février | Russie   | 5 | 0 | Irlande  |
| 13 février | Russie   | 4 | 1 | Pologne  |
| 13 février | Autriche | 3 | 2 | Irlande  |

| Classement du groupe 5 |             |        |   |   |   |    |    |      |
|                        | Équipe      | Points | J | G | P | MP | MC | Diff |
| 1                      | Allemagne   | 3      | 3 | 3 | 0 | 15 | 0  | +15  |
| 2                      | Tchéquie    | 2      | 3 | 2 | 1 | 10 | 5  | +5   |
| 3                      | Islande     | 1      | 3 | 1 | 2 | 3  | 12 | -9   |
| 4                      | Azerbaïdjan | 0      | 3 | 0 | 3 | 2  | 13 | -11  |

| 111 février | Azerbaïdjan        | 2 | 3 | Islande            |
| 11 février  | Allemagne          | 5 | 0 | République tchèque |
| 12 février  | Allemagne          | 5 | 0 | Azerbaïdjan        |
| 12 février  | République tchèque | 5 | 0 | Islande            |
| 13 février  | République tchèque | 5 | 0 | Azerbaïdjan        |
| 13 février  | Allemagne          | 5 | 0 | Islande            |

| Classement du groupe 6 |            |        |   |   |   |    |    |      |
|                        | Équipe     | Points | J | G | P | MP | MC | Diff |
| 1                      | Pays-Bas   | 3      | 3 | 3 | 0 | 15 | 0  | +15  |
| 2                      | Slovaquie  | 2      | 3 | 2 | 1 | 10 | 5  | +5   |
| 3                      | Lituanie   | 1      | 3 | 1 | 2 | 5  | 10 | -5   |
| 4                      | Luxembourg | 0      | 3 | 0 | 3 | 0  | 15 | -15  |

| 11 février | Pays-Bas   | 5 | 0 | Slovaquie  |
| 11 février | Luxembourg | 0 | 5 | Lituanie   |
| 12 février | Slovaquie  | 5 | 0 | Lituanie   |
| 12 février | Pays-Bas   | 5 | 0 | Luxembourg |
| 13 février | Pays-Bas   | 5 | 0 | Lituanie   |
| 13 février | Slovaquie  | 5 | 0 | Luxembourg |

| Classement du groupe 7 |          |        |   |   |   |    |    |      |
|                        | Équipe   | Points | J | G | P | MP | MC | Diff |
| 1                      | Ukraine  | 4      | 4 | 4 | 0 | 17 | 3  | +14  |
| 2                      | Finlande | 3      | 4 | 3 | 1 | 15 | 5  | +10  |
| 3                      | Norvège  | 2      | 4 | 2 | 2 | 9  | 11 | -2   |
| 4                      | Slovénie | 1      | 4 | 1 | 3 | 4  | 16 | -12  |
| 5                      | Portugal | 0      | 4 | 0 | 4 | 5  | 15 | -10  |

| 11 février | Portugal | 1 | 4 | Norvège  |
| 11 février | Slovénie | 0 | 5 | Ukraine  |
| 11 février | Finlande | 1 | 4 | Ukraine  |
| 11 février | Slovénie | 1 | 4 | Norvège  |
| 12 février | Finlande | 4 | 1 | Norvège  |
| 12 février | Slovénie | 3 | 2 | Portugal |
| 12 février | Finlande | 5 | 0 | Portugal |
| 12 février | Norvège  | 0 | 5 | Ukraine  |
| 13 février | Finlande | 5 | 0 | Slovénie |
| 13 février | Portugal | 2 | 3 | Ukraine  |

| Classement du groupe 8 |          |        |   |   |   |    |    |      |
|                        | Équipe   | Points | J | G | P | MP | MC | Diff |
| 1                      | Bulgarie | 3      | 4 | 3 | 1 | 12 | 8  | +4   |
| 2                      | Espagne  | 3      | 4 | 3 | 1 | 15 | 5  | +10  |
| 3                      | Italie   | 2      | 4 | 2 | 2 | 11 | 9  | +2   |
| 4                      | Croatie  | 2      | 4 | 2 | 2 | 9  | 11 | -2   |
| 5                      | Israël   | 0      | 4 | 0 | 4 | 3  | 17 | -14  |

| 11 février | Italie   | 4 | 1 | Israël   |
| 11 février | Bulgarie | 2 | 3 | Croatie  |
| 11 février | Espagne  | 5 | 0 | Croatie  |
| 11 février | Bulgarie | 4 | 1 | Israël   |
| 12 février | Bulgarie | 3 | 2 | Italie   |
| 12 février | Espagne  | 4 | 1 | Israël   |
| 12 février | Israël   | 0 | 5 | Croatie  |
| 12 février | Espagne  | 4 | 1 | Italie   |
| 13 février | Espagne  | 2 | 3 | Bulgarie |
| 13 février | Italie   | 4 | 1 | Croatie  |

### Phase à élimination directe

#### Tableau
|  | Quarts de finale | Quarts de finale |          |   | Demi-finales | Demi-finales |  |  | Finale     | Finale     |
|  | Quarts de finale | Quarts de finale |          |   | Demi-finales | Demi-finales |  |  | Finale     | Finale     |
|  |                  |                  |          |   |              |              |  |  |            |            |
|  | 14 février       | 14 février       |          |   | 15 février   | 15 février   |  |  | 16 février | 16 février |
|  | 14 février       | 14 février       |          |   | 15 février   | 15 février   |  |  | 16 février | 16 février |
|  | Danemark         | 3                |          |   | 15 février   | 15 février   |  |  | 16 février | 16 février |
|  | Danemark         | 3                |          |   | 15 février   | 15 février   |  |  | 16 février | 16 février |
|  | Allemagne        | 0                |          |   | 15 février   | 15 février   |  |  | 16 février | 16 février |
|  | Allemagne        | 0                | Danemark | 3 |              |              |  |  | 16 février | 16 février |
|  | 14 février       |                  | Danemark | 3 |              |              |  |  | 16 février | 16 février |
|  |                  | Russie           | 0        |   |              |              |  |  | 16 février | 16 février |
|  | Russie           | Russie           | 0        | 3 |              |              |  |  | 16 février | 16 février |
|  | Russie           |                  |          | 3 |              |              |  |  | 16 février | 16 février |
|  | Bulgarie         | 1                |          |   |              |              |  |  | 16 février | 16 février |
|  | Bulgarie         | 1                | Danemark | 3 |              |              |  |  |            |            |
|  | 14 février       |                  | Danemark | 3 |              |              |  |  |            |            |
|  |                  | Pays-Bas         | 0        |   |              |              |  |  |            |            |
|  | Ukraine          | Pays-Bas         | 0        | 0 |              |              |  |  |            |            |
|  | Ukraine          | 15 février       |          | 0 |              |              |  |  |            |            |
|  | France           | 3                |          |   |              |              |  |  |            |            |
|  | France           | 3                | France   | 2 |              |              |  |  |            |            |
|  | 14 février       |                  | France   | 2 |              |              |  |  |            |            |
|  |                  | Pays-Bas         | 3        |   |              |              |  |  |            |            |
|  | Pays-Bas         | Pays-Bas         | 3        | 3 |              |              |  |  |            |            |
|  | Pays-Bas         |                  |          | 3 |              |              |  |  |            |            |
|  | Angleterre       | 2                |          |   |              |              |  |  |            |            |
|  | Angleterre       | 2                |          |   |              |              |  |  |            |            |

#### Quarts de finale
| 14 février | Danemark                              | 3 - 0 | Allemagne                           | Score        |
| ---------- | ------------------------------------- | ----- | ----------------------------------- | ------------ |
| SH         | Viktor Axelsen                        | 1-0   | Kai Schäfer                         | 21-13, 21-14 |
| DH         | Kim Astrup / Anders Skaarup Rasmussen | 1-0   | Mark Lamsfuß / Marvin Emil Seidel   | 21-19, 21-12 |
| SH         | Anders Antonsen                       | 1-0   | Max Weißkirchen                     | 21-18, 21-14 |
| DH         | Mathias Boe / Mads Conrad-Petersen    | -     | Jones Ralfy Jansen / Peter Käsbauer | non disputé  |
| SH         | Jan Ø. Jørgensen                      | -     | Samuel Hsiao                        | non disputé  |

| 14 février | Russie                            | 3 - 1 | Bulgarie                          | Score        |
| ---------- | --------------------------------- | ----- | --------------------------------- | ------------ |
| SH         | Vladimir Malkov                   | 1-0   | Daniel Nikolov                    | 23-21, 21-13 |
| SH         | Sergey Sirant                     | 0-1   | Dimitar Yanakiev                  | 21-23, 17-21 |
| SH         | Georgii Karpov                    | 1-0   | Stilian Makarski                  | 21-12, 21-8  |
| DH         | Vladimir Ivanov / Nikita Khakimov | 1-0   | Alex Vlaar / Dimitar Yanakiev     | 21-4, 21-9   |
| DH         | Rodion Alimov / Ivan Sozonov      | -     | Stilian Makarski / Daniel Nikolov | non disputé  |

| 14 février | Ukraine                                  | 0 - 3 | France                      | Score               |
| ---------- | ---------------------------------------- | ----- | --------------------------- | ------------------- |
| SH         | Artem Pochtarov                          | 0-1   | Brice Leverdez              | 17-21, 21-23        |
| SH         | Danylo Bosniuk                           | 0-1   | Toma Junior Popov           | 12-21, 16-21        |
| DH         | Valeriy Atrashchenkov / Gennadiy Natarov | 0-1   | Julien Maïo / Christo Popov | 18-21, 21-17, 20-22 |
| SH         | Dmytro Zavadsky                          | -     | Lucas Claerbout             | non disputé         |
| DH         | Danylo Bosniuk / Ivan Druzchenko         | -     | Thom Gicquel / Ronan Labar  | non disputé         |

| 14 février | Pays-Bas                        | 3 - 2 | Angleterre                  | Score               |
| ---------- | ------------------------------- | ----- | --------------------------- | ------------------- |
| SH         | Mark Caljouw                    | 1-0   | Toby Penty                  | 21-16, 21-11        |
| SH         | Joran Kweekel                   | 1-0   | Alex Lane                   | 11-21, 21-9, 21-18  |
| SH         | Finn Achthoven                  | 0-1   | Harry Huang                 | 6-21, 4-21          |
| DH         | Jelle Maas / Robin Tabeling     | 0-1   | Ben Lane / Sean Vendy       | 20-22, 11-21        |
| DH         | Ruben Jille / Ties van der Lecq | 1-0   | Harry Huang / Tom Wolfenden | 21-14, 18-21, 21-12 |

#### Demi-finales
| 15 février | Danemark                              | 3 - 0 | Russie                          | Score        |
| ---------- | ------------------------------------- | ----- | ------------------------------- | ------------ |
| SH         | Viktor Axelsen                        | 1-0   | Vladimir Malkov                 | 21-18, 21-7  |
| DH         | Kim Astrup / Anders Skaarup Rasmussen | 1-0   | Vladimir Ivanov / Ivan Sozonov  | 21-19, 21-15 |
| SH         | Jan Ø. Jørgensen                      | 1-0   | Georgii Karpov                  | 22-20, 21-11 |
| DH         | Mathias Boe / Mads Conrad-Petersen    | -     | Rodion Alimov / Nikita Khakimov | non disputé  |
| SH         | Hans-Kristian Vittinghus              | -     | Georgii Lebedev                 | non disputé  |

| 15 février | France                            | 2 - 3 | Pays-Bas                        | Score               |
| ---------- | --------------------------------- | ----- | ------------------------------- | ------------------- |
| SH         | Brice Leverdez                    | 0-1   | Mark Caljouw                    | 13-21, 21-15, 19-21 |
| SH         | Christo Popov                     | 1-0   | Joran Kweekel                   | 21-16, 21-13        |
| DH         | Thom Gicquel / Ronan Labar        | 0-1   | Jelle Maas / Robin Tabeling     | 21-10, 11-21, 12-21 |
| SH         | Arnaud Merklé                     | 1-0   | Wessel van der Aar              | 21-13, abandon      |
| DH         | Christo Popov / Toma Junior Popov | 0-1   | Ruben Jille / Ties van der Lecq | 15-21, 21-14, 18-21 |

#### Finale
| 16 février | Danemark                              | 3 - 0 | Pays-Bas                        | Score        |
| ---------- | ------------------------------------- | ----- | ------------------------------- | ------------ |
| SH         | Viktor Axelsen                        | 1-0   | Mark Caljouw                    | 21-6, 21-16  |
| DH         | Kim Astrup / Anders Skaarup Rasmussen | 1-0   | Jelle Maas / Robin Tabeling     | 21-13, 21-11 |
| SH         | Anders Antonsen                       | 1-0   | Joran Kweekel                   | 21-11, 21-14 |
| DH         | Mathias Boe / Mads Conrad-Petersen    | -     | Ruben Jille / Ties van der Lecq | non disputé  |
| DH         | Jan Ø. Jørgensen                      | -     | Wessel van der Aar              | non disputé  |

## Compétition féminine

### Équipes participantes et groupes
29 équipes participent à la compétition féminine et sont réparties en six groupes de quatre et un groupe de cinq, après tirage au sort.
| Groupe 1                          | Groupe 2                         | Groupe 3                             | Groupe 4                              | Groupe 5                                | Groupe 6                           | Groupe 7                             |
| --------------------------------- | -------------------------------- | ------------------------------------ | ------------------------------------- | --------------------------------------- | ---------------------------------- | ------------------------------------ |
| Danemark Pays-Bas Irlande Estonie | Russie Belgique Islande Lituanie | France Angleterre Biélorussie Israël | Allemagne Slovaquie Portugal Lettonie | Bulgarie Ukraine Hongrie Pays de Galles | Turquie Finlande Slovénie Tchéquie | Espagne Pologne Écosse Norvège Suède |

### Phase de groupe
Pour chaque groupe, l'équipe classée à la première place est qualifiée pour les quarts de finale ainsi que le meilleur deuxième.
| Classement du groupe 1 |          |        |   |   |   |    |    |      |
|                        | Équipe   | Points | J | G | P | MP | MC | Diff |
| 1                      | Danemark | 3      | 3 | 3 | 0 | 15 | 0  | +15  |
| 2                      | Estonie  | 2      | 3 | 2 | 1 | 7  | 8  | -1   |
| 3                      | Pays-Bas | 1      | 3 | 1 | 2 | 7  | 8  | -1   |
| 4                      | Irlande  | 0      | 3 | 0 | 3 | 1  | 14 | -13  |

| 11 février | Danemark | 5 | 0 | Pays-Bas |
| 11 février | Irlande  | 1 | 4 | Estonie  |
| 12 février | Danemark | 5 | 0 | Irlande  |
| 12 février | Pays-Bas | 2 | 3 | Estonie  |
| 13 février | Danemark | 5 | 0 | Estonie  |
| 13 février | Pays-Bas | 5 | 0 | Irlande  |

| Classement du groupe 2 |          |        |   |   |   |    |    |      |
|                        | Équipe   | Points | J | G | P | MP | MC | Diff |
| 1                      | Russie   | 3      | 3 | 3 | 0 | 15 | 0  | +15  |
| 2                      | Belgique | 2      | 3 | 2 | 1 | 9  | 6  | +3   |
| 3                      | Lituanie | 1      | 3 | 1 | 2 | 4  | 11 | -7   |
| 4                      | Islande  | 0      | 3 | 0 | 3 | 2  | 13 | -11  |

| 11 février | Russie   | 5 | 0 | Belgique |
| 11 février | Islande  | 1 | 4 | Lituanie |
| 12 février | Russie   | 5 | 0 | Islande  |
| 12 février | Belgique | 5 | 0 | Lituanie |
| 13 février | Belgique | 4 | 1 | Islande  |
| 13 février | Russie   | 5 | 0 | Lituanie |

| Classement du groupe 3 |             |        |   |   |   |    |    |      |
|                        | Équipe      | Points | J | G | P | MP | MC | Diff |
| 1                      | France      | 3      | 3 | 3 | 0 | 14 | 1  | +13  |
| 2                      | Angleterre  | 2      | 3 | 2 | 1 | 10 | 5  | +5   |
| 3                      | Biélorussie | 1      | 3 | 1 | 2 | 3  | 12 | -9   |
| 4                      | Israël      | 0      | 3 | 0 | 3 | 3  | 12 | -9   |

| 11 février | France      | 4 | 1 | Angleterre  |
| 11 février | Biélorussie | 3 | 2 | Israël      |
| 12 février | France      | 5 | 0 | Biélorussie |
| 12 février | Angleterre  | 4 | 1 | Israël      |
| 13 février | France      | 5 | 0 | Israël      |
| 13 février | Angleterre  | 5 | 0 | Biélorussie |

| Classement du groupe 4 |           |        |   |   |   |    |    |      |
|                        | Équipe    | Points | J | G | P | MP | MC | Diff |
| 1                      | Allemagne | 3      | 3 | 3 | 0 | 15 | 0  | +15  |
| 2                      | Slovaquie | 2      | 3 | 2 | 1 | 8  | 7  | +1   |
| 3                      | Lettonie  | 1      | 3 | 1 | 2 | 4  | 11 | -7   |
| 4                      | Portugal  | 0      | 3 | 0 | 3 | 3  | 12 | -9   |

| 11 février | Allemagne | 5 | 0 | Slovaquie |
| 11 février | Portugal  | 2 | 3 | Lettonie  |
| 12 février | Allemagne | 5 | 0 | Portugal  |
| 12 février | Slovaquie | 4 | 1 | Lettonie  |
| 13 février | Allemagne | 5 | 0 | Lettonie  |
| 13 février | Slovaquie | 4 | 1 | Portugal  |

| Classement du groupe 5 |                |        |   |   |   |    |    |      |
|                        | Équipe         | Points | J | G | P | MP | MC | Diff |
| 1                      | Hongrie        | 3      | 3 | 3 | 0 | 11 | 4  | +7   |
| 2                      | Bulgarie       | 2      | 3 | 2 | 1 | 9  | 6  | +3   |
| 3                      | Ukraine        | 1      | 3 | 1 | 2 | 8  | 7  | +1   |
| 4                      | Pays de Galles | 0      | 3 | 0 | 3 | 2  | 13 | -11  |

| 11 février | Bulgarie | 3 | 2 | Ukraine        |
| 11 février | Hongrie  | 4 | 1 | Pays de Galles |
| 12 février | Ukraine  | 4 | 1 | Pays de Galles |
| 12 février | Bulgarie | 1 | 4 | Hongrie        |
| 13 février | Ukraine  | 2 | 3 | Hongrie        |
| 13 février | Bulgarie | 5 | 0 | Pays de Galles |

| Classement du groupe 6 |          |        |   |   |   |    |    |      |
|                        | Équipe   | Points | J | G | P | MP | MC | Diff |
| 1                      | Turquie  | 3      | 3 | 3 | 0 | 15 | 0  | +15  |
| 2                      | Tchéquie | 2      | 3 | 2 | 1 | 9  | 6  | +3   |
| 3                      | Slovénie | 1      | 3 | 1 | 2 | 6  | 9  | -3   |
| 4                      | Finlande | 0      | 3 | 0 | 3 | 0  | 15 | -15  |

| 11 février | Turquie  | 5 | 0 | Finlande           |
| 11 février | Slovénie | 1 | 4 | République tchèque |
| 12 février | Slovénie | 0 | 5 | République tchèque |
| 12 février | Turquie  | 5 | 0 | Slovénie           |
| 13 février | Finlande | 0 | 5 | Slovénie           |
| 13 février | Turquie  | 5 | 0 | République tchèque |

| Classement du groupe 7 |         |        |   |   |   |    |    |      |
|                        | Équipe  | Points | J | G | P | MP | MC | Diff |
| 1                      | Suède   | 4      | 4 | 4 | 0 | 16 | 4  | +12  |
| 2                      | Écosse  | 3      | 4 | 3 | 1 | 16 | 4  | +12  |
| 3                      | Pologne | 1      | 4 | 1 | 3 | 7  | 13 | -6   |
| 4                      | Espagne | 1      | 4 | 1 | 3 | 6  | 14 | -8   |
| 5                      | Norvège | 1      | 4 | 1 | 3 | 5  | 15 | -10  |

| 11 février | Écosse  | 5 | 0 | Norvège |
| 11 février | Pologne | 1 | 4 | Suède   |
| 11 février | Espagne | 1 | 4 | Suède   |
| 11 février | Pologne | 2 | 3 | Norvège |
| 12 février | Espagne | 3 | 2 | Norvège |
| 12 février | Pologne | 0 | 5 | Écosse  |
| 12 février | Espagne | 1 | 4 | Écosse  |
| 12 février | Norvège | 0 | 5 | Suède   |
| 13 février | Écosse  | 2 | 3 | Suède   |
| 13 février | Espagne | 1 | 4 | Pologne |

### Phase à élimination directe

#### Tableau
|  | Quarts de finale | Quarts de finale |           |   | Demi-finales | Demi-finales |  |  | Finale     | Finale     |
|  | Quarts de finale | Quarts de finale |           |   | Demi-finales | Demi-finales |  |  | Finale     | Finale     |
|  |                  |                  |           |   |              |              |  |  |            |            |
|  | 14 février       | 14 février       |           |   | 15 février   | 15 février   |  |  | 16 février | 16 février |
|  | 14 février       | 14 février       |           |   | 15 février   | 15 février   |  |  | 16 février | 16 février |
|  | Danemark         | 3                |           |   | 15 février   | 15 février   |  |  | 16 février | 16 février |
|  | Danemark         | 3                |           |   | 15 février   | 15 février   |  |  | 16 février | 16 février |
|  | Turquie          | 0                |           |   | 15 février   | 15 février   |  |  | 16 février | 16 février |
|  | Turquie          | 0                | Danemark  | 3 |              |              |  |  | 16 février | 16 février |
|  | 14 février       |                  | Danemark  | 3 |              |              |  |  | 16 février | 16 février |
|  |                  | France           | 1         |   |              |              |  |  | 16 février | 16 février |
|  | France           | France           | 1         | 3 |              |              |  |  | 16 février | 16 février |
|  | France           |                  |           | 3 |              |              |  |  | 16 février | 16 février |
|  | Suède            | 1                |           |   |              |              |  |  | 16 février | 16 février |
|  | Suède            | 1                | Danemark  | 3 |              |              |  |  |            |            |
|  | 14 février       |                  | Danemark  | 3 |              |              |  |  |            |            |
|  |                  | Allemagne        | 1         |   |              |              |  |  |            |            |
|  | Hongrie          | Allemagne        | 1         | 0 |              |              |  |  |            |            |
|  | Hongrie          | 15 février       |           | 0 |              |              |  |  |            |            |
|  | Allemagne        | 3                |           |   |              |              |  |  |            |            |
|  | Allemagne        | 3                | Allemagne | 3 |              |              |  |  |            |            |
|  | 14 février       |                  | Allemagne | 3 |              |              |  |  |            |            |
|  |                  | Écosse           | 1         |   |              |              |  |  |            |            |
|  | Écosse           | Écosse           | 1         | 3 |              |              |  |  |            |            |
|  | Écosse           |                  |           | 3 |              |              |  |  |            |            |
|  | Russie           | 0                |           |   |              |              |  |  |            |            |
|  | Russie           | 0                |           |   |              |              |  |  |            |            |

#### Quarts de finale
| 14 février | Danemark                            | 3 - 0 | Turquie                         | Score               |
| ---------- | ----------------------------------- | ----- | ------------------------------- | ------------------- |
| SD         | Mia Blichfeldt                      | 1-0   | Neslihan Yiğit                  | 20-22, 23-21, 21-12 |
| SD         | Julie Dawall Jakobsen               | 1-0   | Aliye Demirbağ                  | 21-18, 21-17        |
| SD         | Line Christophersen                 | 1-0   | Özge Bayrak                     | 21-18, 21-15        |
| DD         | Alexandra Bøje / Mette Poulsen      | -     | Bengisu Erçetin / Nazlıcan İnci | non disputé         |
| DD         | Maiken Fruergaard / Amalie Magelund | -     | Özge Bayrak / Neslihan Yiğit    | non disputé         |

| 14 février | France                         | 3 - 1 | Suède                             | Score        |
| ---------- | ------------------------------ | ----- | --------------------------------- | ------------ |
| SD         | Qi Xuefei                      | 1-0   | Ashwathi Pillai                   | 21-15, 21-16 |
| SD         | Marie Batomene                 | 1-0   | Rebecca Kuhl                      | 21-18, 21-14 |
| SD         | Yaëlle Hoyaux                  | 0-1   | Edith Urell                       | 14-21, 13-21 |
| DD         | Delphine Delrue / Anne Tran    | 1-0   | Emma Karlsson / Johanna Magnusson | 21-15, 21-17 |
| DD         | Vimala Hériau / Margot Lambert | -     | Clara Nistad / Edith Urell        | non disputé  |

| 14 février | Hongrie                           | 0 - 3 | Allemagne                         | Score               |
| ---------- | --------------------------------- | ----- | --------------------------------- | ------------------- |
| SD         | Laura Sárosi                      | 0-1   | Yvonne Li                         | 7-21, 12-21         |
| SD         | Agnes Korosi                      | 0-1   | Fabienne Deprez                   | 21-14, 16-21, 10-21 |
| SD         | Vivien Sandorhazi                 | 0-1   | Miranda Wilson                    | 21-18, 18-21, 16-21 |
| DD         | Daniella Gonda / Agnes Korosi     | -     | Linda Efler / Isabel Herttrich    | non disputé         |
| DD         | Reka Madarasz / Vivien Sandorhazi | -     | Lara Käpplein / Kilasu Ostermeyer | non disputé         |

| 14 février | Écosse                             | 3 - 0 | Russie                               | Score               |
| ---------- | ---------------------------------- | ----- | ------------------------------------ | ------------------- |
| SD         | Kirsty Gilmour                     | 1-0   | Evgeniya Kosetskaya                  | 21-11, 17-21, 21-18 |
| SD         | Rachel Sudgen                      | 1-0   | Natalia Perminova                    | 21-18, 21-13        |
| SD         | Julie Macpherson                   | 1-0   | Mariia Golubeva                      | 17-21, 21-10, 21-13 |
| DD         | Eleanor O'Donnell / Ciara Torrence | -     | Ekaterina Bolotova / Alina Davletova | non disputé         |
| DD         | Kirsty Gilmour / Julie Macpherson  | -     | Anastasiia Akchurina / Nina Vislova  | non disputé         |

#### Demi-finales
| 15 février | Danemark                            | 3 - 1 | France                         | Score               |
| ---------- | ----------------------------------- | ----- | ------------------------------ | ------------------- |
| SD         | Julie Dawall Jakobsen               | 0-1   | Qi Xuefei                      | 21-12, 16-21, 8-21  |
| DD         | Alexandra Bøje / Mette Poulsen      | 1-0   | Delphine Delrue / Anne Tran    | 21-17, 22-20        |
| SD         | Line Christophersen                 | 1-0   | Marie Batomene                 | 21-15, 15-21, 21-14 |
| DD         | Maiken Fruergaard / Amalie Magelund | 1-0   | Vimala Hériau / Margot Lambert | 21-14, 21-11        |
| SD         | Freja Ravn                          | -     | Yaëlle Hoyaux                  | non disputé         |

| 15 février | Allemagne                         | 3 - 1 | Écosse                             | Score              |
| ---------- | --------------------------------- | ----- | ---------------------------------- | ------------------ |
| SD         | Yvonne Li                         | 0-1   | Kirsty Gilmour                     | 21-9, 19-21, 15-21 |
| SD         | Fabienne Deprez                   | 1-0   | Rachel Sudgen                      | 21-13, 21-8        |
| SD         | Ann-Kathrin Spöri                 | 1-0   | Julie Macpherson                   | 19-21, 21-17, 21-9 |
| DD         | Linda Efler / Isabel Herttrich    | 1-0   | Eleanor O'Donnell / Ciara Torrence | 21-19, 21-14       |
| DD         | Lara Käpplein / Kilasu Ostermeyer | -     | Kirsty Gilmour / Julie Macpherson  | non disputé        |

#### Finale
| 16 février | Danemark                            | 3 - 1 | Allemagne                         | Score               |
| ---------- | ----------------------------------- | ----- | --------------------------------- | ------------------- |
| SD         | Julie Dawall Jakobsen               | 0-1   | Yvonne Li                         | 21-19, 22-24, 16-21 |
| DD         | Alexandra Bøje / Mette Poulsen      | 1-0   | Linda Efler / Isabel Herttrich    | 22-24, 21-16, 21-19 |
| SD         | Line Christophersen                 | 1-0   | Fabienne Deprez                   | 21-14, 21-11        |
| DD         | Maiken Fruergaard / Amalie Magelund | 1-0   | Stine Küspert / Kilasu Ostermeyer | 19-21, 21-17, 21-12 |
| SD         | Freja Ravn                          | -     | Ann-Kathrin Spöri                 | non disputé         |